# Oreobolus impar
Oreobolus impar là loài thực vật có hoa trong họ Cói. Loài này được Edgar mô tả khoa học đầu tiên năm 1964.